# Svarttjärnen (Jörns socken, Västerbotten, 721779-170296)
Svarttjärnen är en sjö i Skellefteå kommun i Västerbotten och ingår i Skellefteälvens huvudavrinningsområde.